# 안티오코스 2세 테오스
안티오코스 2세 테오스(고대 그리스어: Αντίοχος Β 'Θεός, 기원전 286년 – 기원전 246년)는 시리아 셀레우코스 왕조의 왕(재위 : 기원전 261년 – 기원전 246년)이다. 안티오코스 1세 소테르의 아들로 기원전 262년(또는 261년) 겨울부터 왕위를 이었다.

## 생애
아버지 안티오코스 1세의 시대보다 넓은 영역을 통치했으나, 분열이 시작되어 박트리아, 파르티아가 독립했다. 안티오코스 2세는 부왕이 이집트 프톨레마이오스 왕조에 빼앗긴 영토를 탈환하기 위해, 제2차 시리아 전쟁(기원전 260년 – 기원전 253년)을 일으켰다. 이집트의 프톨레마이오스 2세로부터 소아시아의 밀레투스, 에베소와 페니키아 해안 지역 등을 탈환하고 밀레토스 신왕(테오스)의 칭호를 얻었다.
기원전 253년, 이집트와 평화조약을 맺고 프톨레마이오스 2세의 딸 베레니케 페르노포로스와 결혼했다. 그러나 기원전 246년에 프톨레마이오스 2세가 죽고, 이혼한 전처 라오디케 1세와 재결합하면서 베레니케와 라오디케의 갈등은 깊어졌다. 라오디케는 베레니케와 그의 아들을 살해했고, 안티오코스 2세도 독살되었다. 라오디케는 아들 셀레우코스 2세 칼리니코스를 즉위시켰다. 베레니케가 살해당하자 이집트 신왕 프톨레마이오스 3세(베레니케의 형제)는 분노했고, 시리아를 공격함으로써 제3차 시리아 전쟁(기원전 246년 – 기원전 241년)의 발발 원인이 되었다.

## 같이 보기
- 시리아 전쟁